# إسطركن إبطي
إسطركن إبطي (الاسم العلمي:Strychnos axillaris) هو نوع من النباتات يتبع جنس الإسطركن من الفصيلة اللوغانية.